# كورثر
كورثر (بالفارسية: کورثر) هي قرية تقع في منطقة بولان في إيران. يقدر عدد سكانها بـ 225 نسمة بحسب إحصاء 2016.